# Tierra Prieta
Tierra Prieta är en ort i Mexiko.   Den ligger i kommunen Ahualulco och delstaten San Luis Potosí, i den centrala delen av landet, 400 km nordväst om huvudstaden Mexico City. Tierra Prieta ligger 1 836 meter över havet och antalet invånare är 202.
Terrängen runt Tierra Prieta är kuperad åt nordväst, men åt sydost är den platt. Runt Tierra Prieta är det ganska tätbefolkat, med 134 invånare per kvadratkilometer. Närmaste större samhälle är Ahualulco, 5,0 km sydväst om Tierra Prieta. Omgivningarna runt Tierra Prieta är i huvudsak ett öppet busklandskap.